# 1988년 하계 올림픽 루마니아 선수단
루마니아는 1988년 9월 17일부터 10월 2일까지 대한민국 서울에서 열린 제24회 하계 올림픽에 참가했다.

## 출전 선수
| 종목   | 남자 | 여자 | 전체 |
| ------ | ---- | ---- | ---- |
| 육상   | 1    | 4    | 5    |
| 복싱   | 2    | –    | 2    |
| 카누   | 5    | 0    | 5    |
| 펜싱   | 0    | 2    | 2    |
| 체조   | 6    | 6    | 12   |
| 조정   | 8    | 18   | 26   |
| 사격   | 2    | 1    | 3    |
| 수영   | 0    | 5    | 5    |
| 역도   | 4    | –    | 4    |
| 레슬링 | 4    | –    | 4    |
| 전체   | 32   | 36   | 68   |

## 메달리스트
금메달
- 파울라 이반

은메달
- 파울라 이반

동메달
- 다니엘라 실바슈

## 같이 보기
- 올림픽 루마니아 선수단